# Lolium remotum
Lolium remotum é uma espécie de planta com flor pertencente à família Poaceae. 
A autoridade científica da espécie é Schrank, tendo sido publicada em Baiersche Flora 1: 382. 1789.

## Portugal
Trata-se de uma espécie presente no território português, nomeadamente no Arquipélago dos Açores.
Em termos de naturalidade é possivelmente introduzida na região atrás indicada.

## Protecção
Não se encontra protegida por legislação portuguesa ou da Comunidade Europeia.